# Relatório ao Greco
Relatório ao Greco (no original Αναφορά στον Γκρέκο), também traduzido para o português como Testamento para El Greco é um livro de Níkos Kazantzákis

## Conteúdo
Relatório ao Greco é o último livro de Níkos Kazantzákis tendo sido publicado postumamente, em 1961. Já foi traduzido para mais de 20 idiomas . De forma literária e perpassado de reflexões filosóficas, o autor narra a sua infância na ilha de Creta; a luta contra a ocupação da ilha pelos turcos; as inúmeras viagens empreendidas através de diversos países e os encontros com pessoas que marcaram sua vida. Mas Relatório ao Greco é, acima de tudo, o percurso de um homem diante de questionamentos essencialmente humanos: a vida; a morte; o amor; o sexo; quem é Deus e o que ele espera de nós; o peso das origens; o constante anseio de elevação; as utopias; e a literatura como redenção. 

## Relatório ao Greco e Hilda Hilst
Presenteada com a edição francesa do livro, Hilda Hilst começou a se questionar sobre a vida que levava a partir da filosofia contida nele, e isso a motivou a construir a Casa do Sol, em Campinas (SP), onde passou a viver até sua morte. Ali, ela escrevia e lia todo o tempo, construindo sua reconhecida obra, que inclui ficção, poesia, crônicas e dramaturgia 
"Quando eu estava com 33 anos, um querido amigo que morreu, Carlos Maria de Araújo, poeta português, me deu um livro de [Nikos] Kazantzákis: “Carta a El Greco”. Eu o li e fiquei deslumbrada. Era um homem que ficava lutando a vida toda até terminar de uma maneira maravilhosa, escrevendo um poema de 33 mil versos, “A nova odisseia”, onde lutava com a carne e com o espírito o tempo todo. Ele desejava ao mesmo tempo esse trânsito daqui pra lá. Era o que eu queria: o trânsito com o divino. E também o trânsito com o homem e todas as maravilhas da vida, o gozo físico, a beleza física do outro. Era um consumismo meu, absolutamente terrível, porque ofendia muito as pessoas. Eu me impressionei tanto com a caminhada desse homem admirável, que resolvi ir morar num sítio. Achei que, longe e de certa forma me enfiando também (porque eu era uma mulher muito interessante), durante um certo tempo bem longo, eu pudesse trabalhar, escrever. E foi maravilhoso. Foi justamente nesse lugar, nesse sítio, que eu, longe de todas aquelas invasões e das minhas próprias vontades e da minha gula diante da vida, pude escrever o que escrevi. Acho que é verdade que qualquer pessoa que deseje realmente fazer um bom trabalho tem que ficar isolada, tem que tomar um distanciamento. É mais ou menos uma vocação. Você sente que aquele momento é o momento e que não há muito tempo. Às vezes, as pessoas dizem: “Eu vou quando estiver mais velhinho, ou mais velhinha. Ou quando eu estiver pior. Aí eu começo”. Mas acontece que não dá tempo. Então, aos 33 anos, fui para esse sítio onde moro até hoje, e me entreguei a um novo trabalho." 

## Relatório ao Greco em português
O primeiro acesso que o público brasileiro teve do livro foi a partir de uma tradução indireta feita do inglês pela esritora Clarice Lispector  . A primeira tradução direta para o português, a partir do idioma original, ocorreria somente em 2014, feita por Lucília Soares Brandão , seguido de um ensaio crítico de Carolina Dônega Bernardes e publicada pela Cassará Editora. .